# Liste des sigles universitaires français
Cette page dresse une liste des sigles universitaires français.
- ATER : Attaché temporaire d'enseignement et de recherche
- CTRS/RTRS : Centre thématique de recherche et de soins
- EA : Équipe d'accueil
- FCS : Fondation de coopération scientifique
- HDR : Habilitation à diriger des recherches
- IFR : Institut fédératif de recherche
- MCF : Maître de conférences
- MCU-PH : Maître de conférences des Universités-Praticien hospitalier
- PR : Professeur des universités
- PRAG : Professeur agrégé (Voir Agrégation en France)
- PRCE : Professeur certifié
- PRES : Pôle de recherche et d'enseignement supérieur
- PU-PH : Professeur des universités-Praticien hospitalier
- RTRA : Réseau thématique de recherche avancée
- UFR : Unité de formation et de recherche
- UMR : Unité mixte de recherche